# Cilla Black

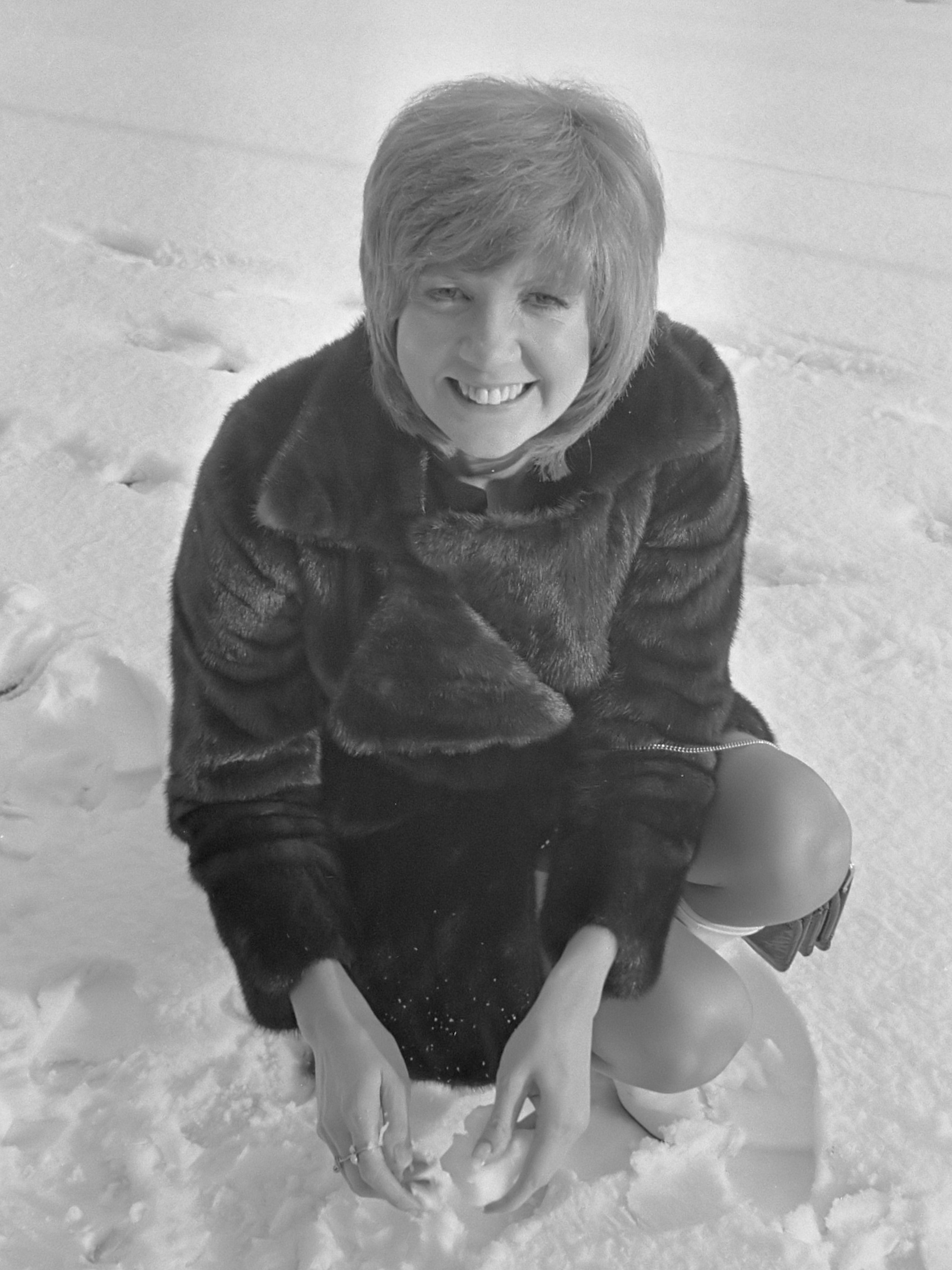
Cilla Black (1970)

Cilla Black, OBE (gebürtig Priscilla Maria Veronica White; * 27. Mai 1943 in Liverpool; † 1. August 2015 in Estepona, Spanien) war eine britische Popsängerin und Fernsehmoderatorin. Sie war einer der Stars der Liverpooler Mersey-Beat-Szene.

## Künstlerische Laufbahn
Priscilla White wuchs mit ihren Eltern und drei Brüdern in dem deprimierenden Milieu der Liverpooler Docklands auf. Nach Beendigung ihrer Schulausbildung begann sie eine Lehre als Sekretärin und arbeitete danach in diesem Beruf. Ihr Interesse an der Popmusik äußerte sich zunächst in ihrer Sammelleidenschaft für Schallplatten und durch regelmäßige Besuche von Musikklubs. Die ersten Auftritte vor Publikum unternahm sie im Liverpooler Iron Door Club, wo sie als Amateursängerin mit verschiedenen Bands spielte. Bei Auftritten im Cavern Club traf sie auf die Beatles. John Lennon machte daraufhin den Beatles-Manager Brian Epstein auf ihr Talent aufmerksam. Dieser empfahl sie George Martin, dem Produzenten der Plattenfirma Parlophone, der dafür sorgte, dass Priscilla White unter dem Künstlernamen Cilla Black einen Schallplattenvertrag erhielt.
Am 27. September 1963 erschien Cilla Blacks erste Single. Der von Lennon und Paul McCartney geschriebene Song der A-Seite, Love of the Loved, erreichte Platz 35 in den britischen Verkaufs-Charts. Mit ihrer zweiten Single, Anyone Who Had a Heart, eine Coverversion von Dionne Warwicks Burt-Bacharach-Hit, erreichte Cilla Black am 21. Februar 1964 zum ersten Mal die Spitze der britischen Hitparade. Diesen Erfolg konnte sie mit You’re My World bereits drei Monate später wiederholen. Damit hatte sie den Grundstein gelegt, um zu einer der erfolgreichsten Popsängerinnen Großbritanniens zu werden. Bis 1993 kam sie mit insgesamt 20 Songs in die britischen Charts. Davon erschienen 18 bei Parlophone, danach wechselte Cilla Black nach einer einjährigen Schaffenspause 1974 zur Plattenfirma EMI. Neben ihren Single-Erfolgen brachte sie bis 1993 sieben Langspielplatten in die Album-Charts. 
Schon nach ihren ersten heimatlichen Plattenerfolgen wurden ab 1964 Singles von Black in den USA veröffentlicht. Mit drei Titeln erreichte sie die US-Charts, am erfolgreichsten war You’re My World (Platz 26). Im September 1978 erschien Blacks letzte Single für EMI. In den Jahrzehnten danach nahm sie noch sporadisch Platten auf, so 1985 das Album Surprisingly Cilla, 1990 die Kinderliedersammlung Cilla‘s World und 1993 Through the Years.
Bereits 1967 fand Cilla Black beim Fernsehen ein neues Betätigungsfeld. Mit ihrer Varietéshow Cilla erreichte sie bis zu deren Einstellung 1976 Zuschauerzahlen zwischen 18 und 22 Millionen. Durch die Shows Surprise Surprise (1984–2001) und Blind Date (1985–2003) wurde sie zur bestbezahlten Fernsehentertainerin Großbritanniens. Im Jahr 2013 würdigte der britische Fernsehsender ITV Blacks erfolgreiche Fernsehkarriere mit der TV-Show The One & Only Cilla Black, bei der sie neben Moderator Paul O’Grady selbst mitwirkte.
1968 wurde Black angeboten, England beim Grand Prix Eurovision de la chanson (Eurovision Song Contest) im eigenen Land zu vertreten; sie lehnte ab, da sie die Aussicht auf eine gute Platzierung als zu gering erachtete. Als sie 1970 für den ESC in den Niederlanden erneut gefragt wurde, musste sie wegen ihrer Schwangerschaft absagen.
Im Jahr 1993 wurde Cilla Black als Officer in den britischen Order of the British Empire aufgenommen. Wegen ihrer 50-jährigen Verdienste in der Unterhaltungsbranche erhielt sie 2014 den Akademiefernsehpreis „Special Award“.

## Privates

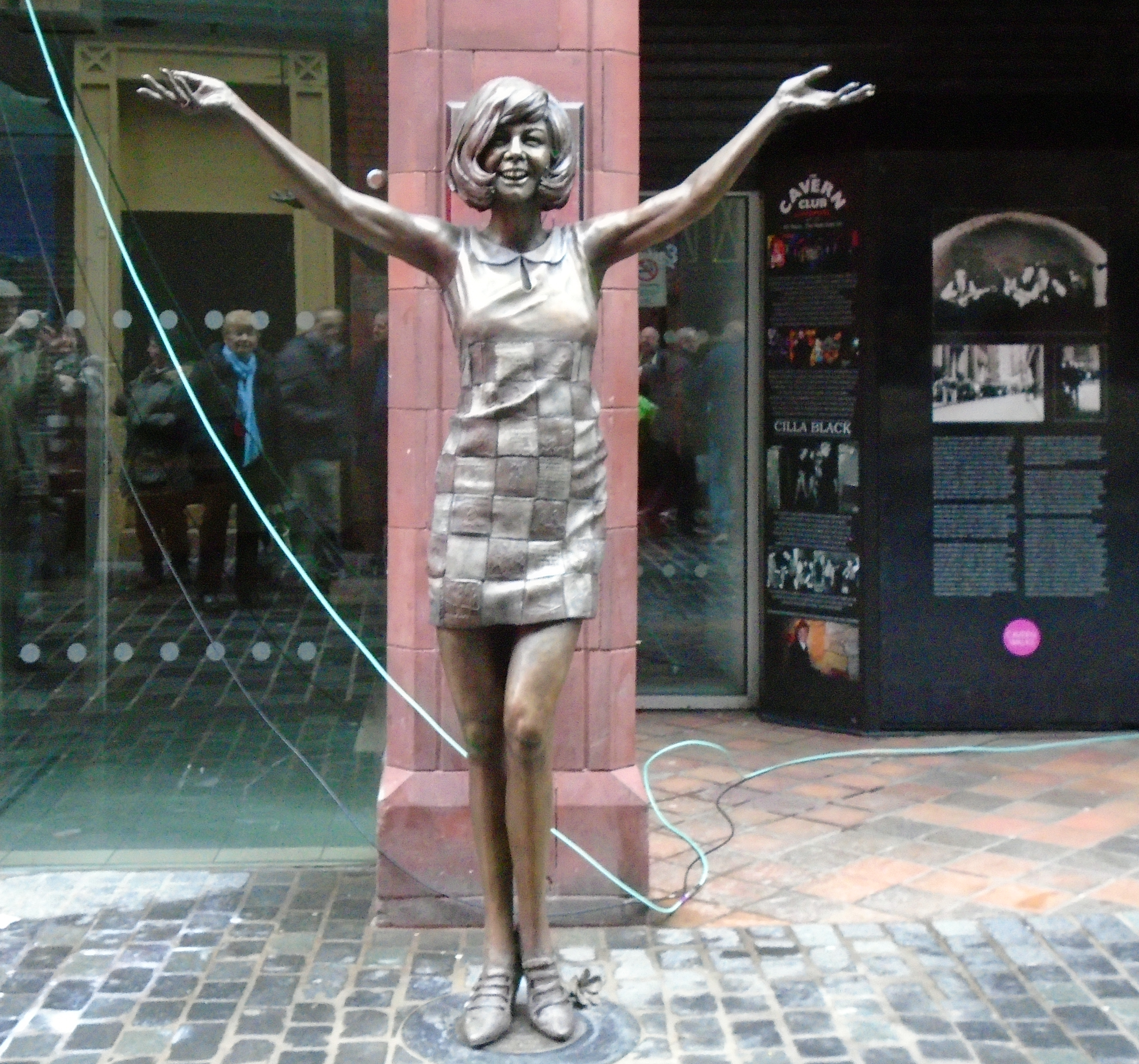
Cilla Black als Bronzestatue in Liverpool (seit 2017)

Cilla Black war 30 Jahre mit ihrem Manager Bobby Willis verheiratet; er starb 1999 an Lungenkrebs. Sie hatten drei Söhne: Ben, Robert und Jack.
Sie lebte oft in ihrem Haus in Estepona und besaß weitere Wohnungen in London, Buckinghamshire und auf Barbados.
Cilla Black starb nach Angaben der spanischen Polizei eines natürlichen Todes.

## Sonstiges
Am 16. Januar 2017 wurde in Liverpool eine von den drei Söhnen der Sängerin gestiftete Black darstellende Bronzestatue enthüllt. Das etwa zwei Meter hohe Werk steht in der Matthew Street, wo sich ursprünglich der Eingang zum Cavern Club befand.
In der Filmbiografie Midas Man (2024) über Brian Epstein wurde sie von Darci Shaw dargestellt.

## Diskografie
Alben

| Jahr | Titel                                 | Höchstplatzierung, Gesamtwochen, AuszeichnungChartsChartplatzierungen (Jahr, Titel, Platzierungen, Wochen, Auszeichnungen, Anmerkungen) | Anmerkungen |
| Jahr | Titel                                 | UK | Anmerkungen |
| ---- | ------------------------------------- | --- | ----------- |
| 1965 | Cilla                                 | UK5 (11 Wo.)UK |             |
| 1966 | Cilla Sings a Rainbow                 | UK4 (15 Wo.)UK |             |
| 1968 | Sher-oo!                              | UK7 (11 Wo.)UK |             |
| 1968 | The Best of Cilla Black               | UK21 (11 Wo.)UK |             |
| 1970 | Sweet Inspiration                     | UK42 (4 Wo.)UK |             |
| 1983 | The Very Best of Cilla Black          | UK20 Silber · (13 Wo.)UK | Parlophone  |
| 1993 | Through the Years                     | UK41 (2 Wo.)UK |             |
| 2003 | Beginnings: Greatest Hits & New Songs | UK68 (1 Wo.)UK |             |
| 2013 | The Very Best of                      | UK1 Platin · (36 Wo.)UK | Rhino       |
| 2018 | With The Royal Liverpool Philharmonic | UK26 (7 Wo.)UK |             |